# Hrabstwo Harrison (Indiana)

Piramida wieku hrabstwa

Hrabstwo Harrison (ang. Harrison County) – hrabstwo w stanie Indiana w Stanach Zjednoczonych.

## Geografia
Według spisu z 2010 roku obszar całkowity hrabstwa obejmuje powierzchnię 486,52 mili2 (1260,08 km²), z czego 484,52 mili2 (1254,9 km²) stanowią lądy, a 2 mile2 (5,18 km²) stanowią wody. Według szacunków United States Census Bureau w roku 2012 miało 39 134 mieszkańców. Jego siedzibą administracyjną jest Corydon.

### Miasta
- Corydon
- Crandall
- Elizabeth
- Laconia
- Lanesville
- Mauckport
- New Salisbury (CDP)
- New Amsterdam
- New Middletown
- Palmyra